# 앵글로 이라니안 석유회사 사건
앵글로 아라니안 석유회사 사건은 이란이 앵글로 이라니안 석유회사를 국유화 하여 영국이 이에 반발해 1951년 국제사법재판소에 제소한 사건이다. 1952년 국제사법재판소는, 이란의 주장대로 영국에게 관할권이 없다며 사건을 각하했다.

## 같이 보기
- 국제사법재판소 사건 목록